# Zaanse paskamermoord
De Zaanse paskamermoord, ofwel de Paskamermoord, is de veelal gebruikte naam voor de moord op de 21-jarige Sandra van Raalten op 30 november 1984 in Zaandam. De zaak kreeg naam door de opvallende plek van het misdrijf en het in eerste instantie ontbreken en later foutief aanwijzen van een verdachte. De moord kreeg veel aandacht in de Nederlandse media. Na de moord werd een man berecht en veroordeeld die in hoger beroep werd vrijgesproken. De zaak werd pas in 2002 door DNA-onderzoek afgesloten. De moord is onderdeel van het boek Verdacht van moord van Jan Blaauw, dat ook andere dubieuze moordonderzoeken behandelt.

## Moord
Op 30 november 1984 wordt iets na 11 uur in de ochtend het lichaam van de 21-jarige Sandra van Raalten gevonden in een paskamer van kledingboetiek Manouk aan de Westzijde in Zaandam. Ze was die ochtend als enige werkzaam in de kledingwinkel. Een klant merkte op dat de verlichting van de winkel enkele uren na openingstijd nog uit was en ging met een naburige winkelier de winkel in. Van Raalten was gekneveld met repen stof van het gordijn van de paskamer. Haar mond was gesnoerd met een zakdoek en haar keel was doorgesneden.

## Arrestatie, veroordeling en vrijspraak
In 1986 werd fietsenmaker Rob van Z., door de politie in Zaandam gearresteerd als hoofdverdachte. Van Z. en het slachtoffer kenden elkaar en hij had geen alibi. Tevens waren er enkele belastende verklaringen tegen Van Z. afgelegd, onder andere door zijn toenmalige echtgenote over sadomasochisme. Ook een geurproef met speurhonden leek tegen hem te werken. De politie zocht het motief van de moord in een uit de hand gelopen sadomasochistisch spel.
De rechtbank van Haarlem veroordeelde Van Z. op 19 maart 1987 tot 12 jaar gevangenisstraf en tbs. In hoger beroep werd Van Z. bijgestaan door de raadsman Piet Doedens. Doedens toonde onder andere aan dat de geurproef waarop het technisch bewijs was gebaseerd, niet deugde. Het gerechtshof van Amsterdam sprak Van Z. op 11 februari 1988 vrij.

## Andere verdachten
Tijdens het onderzoek naar de moord waren twee andere verdachten in beeld: Kemal Erol en Sukrija Taipovski. Beiden waren ten tijde van de moord in de buurt van de boetiek gezien en een van hen had krassen op zijn gezicht. Ook zou een van de twee in het voorbijgaan zijn handen hebben gewassen in een emmer van een vrouw, die een paar straten verderop de buitenkant van haar ramen aan het zemen was. Rechercheur Sjoerd Bos schreef in 1986 een brief naar de rechtbank dat volgens hem niet Van Z., maar Erol en Taipovski de moord hadden gepleegd.

### DNA-onderzoek
In augustus 2000 vroeg de moeder van het slachtoffer in een brief aan de minister van Justitie Benk Korthals of al gebruik was gemaakt van destijds nieuwe DNA-technieken. Op het in 1984 in beslag genomen mes van Kemal Erol, eerder aangewezen als verdachte door rechercheur Bos, bleek bloed van Van Raalten te zitten. Het Nederlands Forensisch Instituut had het mes aanvankelijk niet geheel op bloed onderzocht: men had wel het lemmet bekeken, maar verzuimd om de binnenkant van het heft te onderzoeken. 
Het bewijs mocht niet baten bij een veroordeling. Erol was in 1993 overleden aan de gevolgen van verslaving aan heroïne. De andere verdachte, Taipovski, was in 1992 in Macedonië omgekomen bij een auto-ongeluk.